# Шубинка (Краснодарский край)
Шубинка — хутор в Туапсинском районе Краснодарского края.
Входит в состав Шаумянского сельского поселения.

## География
Хутор Шубинка расположен на реке Пшиш в 20 км от села Шаумян и в 62 км от города Туапсе.

## Население
| 1999 | 2002 | 2010 |
| ---- | ---- | ---- |
| 101  | ↘77  | ↗78  |

## Улицы
- пер. Майский,
- ул. Береговая,
- ул. Ленина,
- ул. Центральная.